# Continuiamo il Cambiamento – Bulgaria Democratica
Continuiamo il Cambiamento – Bulgaria Democratica (in bulgaro: Продължаваме промяната – Демократична България, traslitterato: Prodŭlzhavame promyanata – Demokratichna Bŭlgariya), noto semplicemente anche come PP–DB, è una coalizione politica bulgara tra Continuiamo il Cambiamento e Bulgaria Democratica (DaB e DSB).
L'alleanza è stata formata il 13 febbraio 2023, prima delle elezioni parlamentari dello stesso anno.

## Ideologia e piattaforma
La coalizione è spesso stata descritta come liberal-conservatrice, anti-corruzione e atlantista
Nello specifico, nella sua dichiarazione congiunta, la coalizione ha esposto le sue principali proposte politiche in 13 punti, tra cui:
- Uguali diritti per tutti i cittadini bulgari
- Riforma giudiziaria e uguaglianza davanti alla legge
- Migliorare le condizioni per lo sviluppo delle imprese private
- Riduzione delle emissioni di carbonio e attuazione della tutela ambientale
- Lavorare verso l'indipendenza energetica
- Maggiore integrazione con l'Unione europea e la NATO con adesione allo Spazio Schengen e alla Zona euro

## Composizione

### Membri e struttura
La coalizione originariamente includeva sei partiti (PP, DSB, DaB!, Volt, SEK e ZD)
Il 26 maggio, Radostin Vasiliev, leader di Bulgaria Forte e nominalmente parlamentare del PP, ha annunciato che avrebbe lasciato il gruppo PP-DB per diventare indipendente, a causa della sua frustrazione per la corruzione interna e per il recente accordo del governo con GERB-SDS.
Il 15 aprile 2024 il Movimento Verde ha lasciato il PP–DB.
Il 24 aprile 2024 anche il SEK lasciò il PP–DB.
Prima delle elezioni dell'ottobre 2024, Volt lasciò la coalizione, in seguito a segnalazioni secondo cui DB aveva spinto per la loro esclusione.
| Partito | Partito                                  | Leader                    | Ideologia                                      | Collocazione          |
| ------- | ---------------------------------------- | ------------------------- | ---------------------------------------------- | --------------------- |
|         | Continuiamo il Cambiamento (PP)          | Kiril Petkov Asen Vasilev | Liberalismo Anti-corruzione                    | Centro                |
|         | Si, Bulgaria! (DaB!)                     | Nessuno                   | Liberalismo Anti-corruzione                    | Centro/ centro-destra |
|         | Democratici per una Bulgaria Forte (DSB) | Atanas Atanasov           | Conservatorismo liberale Liberalismo economico | Centro-destra         |
|         | Agrari Uniti (OZ)                        | Petya Straleva            | Ruralismo                                      | Centro-destra         |

### Ex membri
I seguenti partiti e organizzazioni civiche si sono ufficialmente dissociati dalla coalizione PP-DB.
| Partito | Partito                     | Leader               | Ideologia                                    | Collocazione           |
| ------- | --------------------------- | -------------------- | -------------------------------------------- | ---------------------- |
|         | Movimento Verde (ZD)        | Toma Belev           | Ambientalismo Ecologismo Liberalismo         | Centro/centro-sinistra |
|         | Volt Bulgaria (Volt)        | Nastimir Ananiev     | Federalismo europeo Liberalismo sociale      | Centro/centro-sinistra |
|         | Classe Media Europea (SEK)  | Konstantin Bachiyski | Liberalismo economico Regionalismo di Burgas | Centro-destra          |
|         | Morale, Unità, Onore (MECh) | Radostin Vasilev     | Anti-corruzione Conservatorismo sociale      | Centro                 |

## Risultati elettorali

### Assemblea nazionale
| Elezione     | Voti    | %     | Seggi    | +/−   | Posizione   |
| ------------ | ------- | ----- | -------- | ----- | ----------- |
| 2023         | 621.069 | 23,54 | 64 / 240 | Nuovo | Maggioranza |
| Giugno 2024  | 307.849 | 14,33 | 39 / 240 | 25    | Astensione  |
| Ottobre 2024 | 346.063 | 14,20 | 37 / 240 | 2     | Opposizione |

### Parlamento europeo
| Elezione | Voti    | %     | Seggi  | +/–   |
| -------- | ------- | ----- | ------ | ----- |
| 2024     | 290.865 | 14,45 | 3 / 17 | Nuovo |